# Tam
Tam (zapis stylizowany: TAM) – dziewiąty album studyjny polskiej piosenkarki Natalii Przybysz. Wydawnictwo ukazało się 13 października 2023 nakładem wytwórni muzycznej Kayax w dystrybucji e-Muzyka.
Album jest utrzymany w stylu muzyki alternatywnej. Składa się z wersji standardowej (1 CD) i płyty analogowej (1 LP).
Płyta znalazła się na 6. miejscu polskiej listy sprzedaży – OLiS.
W 2024 wydawnictwo uzyskało nominację do nagrody polskiego przemysłu fonograficznego Fryderyka w kategorii: Album roku indie pop.
Nagrania były promowane singlami: „Za zimną wodę”, „Do zobaczenia do jutra”, „O czymś innym” i „Tam”.

## Lista utworów
Opracowano na podstawie materiału źródłowego.
| Tam – Wersja standardowa | Tam – Wersja standardowa     | Tam – Wersja standardowa            | Tam – Wersja standardowa                                                                                     | Tam – Wersja standardowa |
| Nr                       | Tytuł utworu                 | Słowa                               | Muzyka | Długość                  |
| ------------------------ | ---------------------------- | ----------------------------------- | --- | ------------------------ |
| 1.                       | „Morze jest najlepsze”       | Natalia Przybysz                    | Natalia Przybysz, Jakub Staruszkiewicz, Jerzy Zagórski, Mateusz Waśkiewicz, Pat Stawiński                    | 4:18                     |
| 2.                       | „Zenit”                      | Natalia Przybysz                    | Natalia Przybysz, Jakub Staruszkiewicz, Jerzy Zagórski, Mateusz Waśkiewicz, Pat Stawiński                    | 3:46                     |
| 3.                       | „Za zimną wodę”              | Natalia Przybysz                    | Natalia Przybysz, Jakub Staruszkiewicz, Jerzy Zagórski, Mateusz Waśkiewicz, Pat Stawiński                    | 3:53                     |
| 4.                       | „Mam potrzebę”               | Natalia Przybysz, Silvia Pogoda     | Natalia Przybysz, Jakub Staruszkiewicz, Jerzy Zagórski, Mateusz Waśkiewicz, Pat Stawiński                    | 4:12                     |
| 5.                       | „Nieprawdopodobieństwo”      | Natalia Przybysz                    | Natalia Przybysz, Jakub Staruszkiewicz, Jerzy Zagórski, Mateusz Waśkiewicz, Pat Stawiński                    | 3:37                     |
| 6.                       | „Japonia”                    | Natalia Przybysz                    | Natalia Przybysz, Jakub Staruszkiewicz, Jerzy Zagórski, Mateusz Waśkiewicz, Pat Stawiński                    | 5:18                     |
| 7.                       | „O czymś innym” (oraz Mrozu) | Natalia Przybysz, Łukasz Mróz       | Natalia Przybysz, Jakub Staruszkiewicz, Jerzy Zagórski, Mateusz Waśkiewicz, Pat Stawiński                    | 3:12                     |
| 8.                       | „Tam”                        | Natalia Przybysz                    | Natalia Przybysz, Jakub Staruszkiewicz, Jerzy Zagórski, Mateusz Waśkiewicz, Pat Stawiński                    | 3:19                     |
| 9.                       | „Pies”                       | Natalia Przybysz                    | Natalia Przybysz, Jakub Staruszkiewicz, Jerzy Zagórski, Mateusz Waśkiewicz, Pat Stawiński                    | 3:47                     |
| 10.                      | „Pacyfik”                    | Natalia Przybysz, Bartosz Waglewski | Natalia Przybysz, Bartosz Waglewski, Jakub Staruszkiewicz, Jerzy Zagórski, Mateusz Waśkiewicz, Pat Stawiński | 3:24                     |
| 11.                      | „Do zobaczenia do jutra”     | Natalia Przybysz                    | Natalia Przybysz, Jakub Staruszkiewicz, Jerzy Zagórski, Mateusz Waśkiewicz, Pat Stawiński                    | 3:57                     |
|                          |                              |                                     | | 42:43                    |

## Pozycja na liście sprzedaży

### Pozycja na liście tygodniowej
| Kraj   | Lista (2023)  | Najwyższa pozycja |
| ------ | ------------- | ----------------- |
| Polska | OLiS – albumy | 6                 |

## Wyróżnienia
| Rok  | Konkurs        | Kategoria            | Rezultat  | Źr.   |
| ---- | -------------- | -------------------- | --------- | ----- |
| 2024 | Fryderyki 2024 | Album roku indie pop | Nominacja | [ 5 ] |